# كرولو
كورولو ريو دان (クロロ=ルシルフル, Kuroro Rushirufuru) هو أحد أهم شخصيات مسلسل الأنمي الشهير القناص من تأليف يوشيهيرو توغاشي، وهو الزعيم الثاني مجموعة جني ريو دان، وهي مجموعة من القتله المحترفين في انواع القتالات وتعتبر مجموعة لصوص اجتمعوا لتحقيق مآربهم وغايات شخصية ولا تهمهم اي شئ الا تحقيق غاياتهم وهي مجموعات حاصلة على الدرجة B في قائمة المطلوبين B تعني مراحل متقدمه في التدريبات القتاليه المتنوعه. قوته الجسدية في المرتبة الثالثة من بين أعضاء الفرقة. في المراحل الأخيرة قام بترك الفرقة للبحث عن اخويه أوبو جين وجني ريو دان تركه كورابيكاإرطام الأفضل يعيش لانه وجده شخصا منقادا وليس قائدا كورابيكا اصلا يبحث عن جني وجني شخص لا يمكن معرفته بين الاخرين فهو يقتل عدوه قبل ان يعرف بانه جني ولا يعرف لما ترك جني العصابة لم يدرك ان (هيسوكا) كان جني ريو دان نفسه اراد ان يتعرف على شقيقه وقدرته على قيادة المجموعة وجني يتغير على الدوام
كما ان جني ريو دان هو هيسوكا نفسه متخفيا بشخصية اخرى.

## وصف شخصيته
يحب القراءة، و يدمن القتل ومحترف فيه ويعتبر القتل الهمجي لحن يستمتع به كان لديه بعض القرارات الجريئة مثل مهاجمة المزادات وسرقة الكنوز وقتل أي شخص يعترض مخططه.

## الخلفية
قليلُ ما يُعرف عن ماضي كرولو، كل ما نعرفه انه ولد في مدينة النيزك وقرر تأسيس عصابة وضم اليها ستة أعضاء من نفس المدينة. وبعدها انضم إليهم باقي الأعضاء من أماكن مختلفة إلا ان أصبح عدد أفراد العصابة 13. وذكر أنه تواجه مع سيلفا زولديك وخسر واحد من أفراد العصابة بسببه.

## القوى وقدرات النين
ينتمي كورولو لفئة التخصص، ولكن قدراته لا يمكن لأي مستخدم نين استعمالها، فقدرة النين الخاصة به «مهاراة الصيّاد» لا يملكها أي مستعمل نين في العالم سواه (盗賊の極意 (スキルハンター) أسرار اللصوص) هذه القدرة تمكّنه من سرقة قدرات «الهاتسو» الخاصة بالآخرين. واستخدامها بكل حرية وقت ما يشاء، ووضع تلك القدرة في كتاب (أسرار اللصوص) الخاص به. الشخص الذي تمت سرقة قدرته لن يستطيع استعمال تلك القدرة مجددًا، كونها أصبحت ملكـًا لكورولو. هناك أربعة شروط يجب على كورولو أن يتمّها قبل أن يسرق الهاتسو من الضحية:
1. يجب أن يرى تلك القدرة بعينه.
2. يجب أن يسأل الضحية عن القدرة، ويتم إجابته على ذلك.
3. كف الضحية يجب أن تلمس كتاب (أسرار اللصوص) أو جزء منه.
4. أن يتم الشروط السابقة خلال ساعة واحدة.
ولاستعمال تلك القدرة عليه أن يستحضر الكتاب (أسرار اللصوص) ويفتح الكتاب على الصفحة التي توجد بها القدرة، ويجب أن يبقي الكتاب مفتوحًا وفي يده اليمنى طوال الوقت. وما إن يغلق الكتاب تختفي القدرة مباشرة. أضف إلى أن القدرة تختفي مباشرة إذا مات الضحية (صاحب القدرة الأصلي).

## إقتباسات
«أنا أؤمن بأننا نمتلك روحاً. لهذا أريد أن أحقق أمنية صديقي المتوفى.. لأعيث فساداً». — كرولو لوسيلفر مخاطباً نيون نوسترادا.